# Baseball et softball au Cameroun
 (novembre 2007).
Si vous disposez d'ouvrages ou d'articles de référence ou si vous connaissez des sites web de qualité traitant du thème abordé ici, merci de compléter l'article en donnant les références utiles à sa vérifiabilité et en les liant à la section « Notes et références ».
Le baseball et le softball se pratiquent au Cameroun au sein de six clubs. La Fédération Camerounaise de Baseball et Softball (F.C.B.S) a été créée en 1997.

## Histoire

### Genèse
C’est le mercredi 29 octobre 1997 par décision no 96/MJS/DS/CE portant agrément de la Fédération Camerounaise de Baseball et Softball, signée du Ministre Samuel Makon Wehiong de la Jeunesse et des Sports, que la F.C.B.S. verra le jour, et cet acte hautement déterminant, aura été le fruit de l’acheminement d’un processus progressif dont un homme, Hamad Kalkaba Malboum, aura amplement été l’initiateur.
Les sources les plus lointaines remontent au 12 octobre 1991 à 18 heures, où une réunion relative à la création d’une association susceptible de promouvoir la pratique du baseball et du softball au Cameroun est tenue à l’immeuble Hajal Center à Yaoundé. Deux points figurent à l’ordre du jour :
1. : création d’une association;
2. : élection du bureau exécutif

L'histoire veut que l’association se dénommera finalement, Association Camerounaise de Baseball et Softball en abrégé A.C.B.S. et que le bureau exécutif sorti des élections soit composé de : 
- Président : Kalkaba Malboum
- Secrétaire : Isaac Musongue
- Trésorier : Adonis Hajal.

En fait, un peu avant cela, Kalkaba Malboum, membre du Comité Directeur du Comité National Olympique (CNO)  a eu un entretien, entre deux avions dans un aéroport, avec le Secrétaire Exécutif de la Confédération Africaine de Baseball et Softball (ABSA). Il en est ressorti un intérêt sur la nécessité de vulgariser ces disciplines en Afrique et d’aider à leur promotion au Cameroun. 
À la suite de la création de l’ACBS, Kalkaba Malboum initie en date du 20 février 1992 une correspondance au Ministère de la Jeunesse et des Sports (MINJES) pour l’informer de l’entretien précité avec ABSA. La réponse du MINJES par la lettre no 231/MJS/DS/SD du 24 mars 1992 est sans équivoque et marque son accord de principe pour la continuation des contacts avec ABSA jusqu’à l’aboutissement de l’opération et de ce fait valide la reconnaissance de l’ACBS.
La lettre de reconnaissance par le CNO pour sa part signé par René Essomba se fera par la correspondance no 066/CNOC du 10 juillet 1992.
Cinq ans plus tard, par la lettre no 070/ACBS/PSDT/SG du 6 mai 1997, l’ACBS demande au MINJES l’agrément comme fédération sportive. La réponse du MINJES, est favorable et conclue par la décision no 96/MJS/DS/CE du 29 octobre 1997.
Entre 1992 et 1997, le bureau directeur de l’association a changé et en 1997 il se compose alors comme suit
- Président : Kalkaba Malboum
- Vice-président : Winslow Sone
- Secrétaire Général : Jean Bosco Ella
- Secrétaire Général adjoint : Charlotte Ngono
- Trésorier Général : Paul Neabe
- Encadrement technique : DTN : Gabriel Enoh Akombi, Coach Nationaux : Luc Omgba Omgba et Julie Marcelle Abedieng Bitcheki, Censeur : Jean Mvondo Nyina.

Ce bureau directeur sera changé une fois de plus à la suite des élections au cours de l’Assemblée Générale Extraordinaire de l’ACBS tenue le 10 juin 1997 à Yaoundé et il se composera comme suit : 
- Président : Winslow Sone
- Vice-président : Charlotte Ngono
- Secrétaire Général : Julie Marcelle Abedieng Bitcheki
- Secrétaire Général Adjoint : Vincent de Paul Yomba[2]
- Trésorier Général : Paul Neabe.

Sur proposition du Président, Hamad Kalkaba Malboum, père fondateur et pionnier du baseball au Cameroun, est porté au poste de Président d’Honneur par acclamation.

## Premiers pas comme fédération
Faisant suite à l’acquisition de l’agrément, la première Assemblée Générale de la Fédération Camerounaise de Baseball et Softball « F.C.B.S. », se tient le 24 janvier 1998 à l’Hôtel Hilton de Yaoundé en présence de Joseph Owona. Les Statuts sont adoptés et le 1er bureau exécutif élu sera composé de : 
- Président : Winslow Sone
- Secrétaire Général : Vincent de Paul Yomba
- Chef Département des Finances : Mekue Tamla Koagne.

Pour la quadriennale 2001-2004, la présidence reste inchangée. Charles Bayemi Lwanga devient Secrétaire Général jusqu’en fin 2003 et Nicole Dibam Nicole occupe le poste de C.D.F. Luc Omgba Omgba assume l’intérim de Secrétaire Général au cours de la saison sportive 2004.
La quadriennale 2005-2008 voit de nouveau le poste de Président inchangé. Le Secrétariat Général est occupé par John Calvin Mukete et le Département des finances par Charlotte Mbock Tongmam (Charlotte Ngono).
Au cours des dix années de nombreuses réalisations ont été accomplies :
- Vulgarisations et matchs d’exhibitions dans les provinces du Centre, Littoral, Sud, Ouest, Nord-Ouest, Adamaoua et Sud-Ouest
- Programmes scolaires et universitaires
- Programme Little League Cameroon
- Création de clubs
- Organisation de Tournois
- Organisation des compétitions Championnats et Coupes
- Formation de cadres techniques camerounais à l’étranger
- Stages techniques pour Athlètes, Entraîneurs et Officiels organisés au pays par des experts étrangers et locaux
- Création de ligues provinciales
- Affiliation aux Fédérations Internationales de Baseball (IBAF) et de Softball (ISF)
- Affiliation à la Little League International
- Affiliation à la Confédération Africaine (ABSA)
- Tenue d’un Comité Exécutif de la Confédération Africaine
- Participation aux Congrès des Fédérations Internationales
- Participation d'enfants aux camps internationaux
- Acquisition et acheminement des équipements
- etc.

## Clubs
- Yaounde Tigers Baseball Club
- Yaounde Blue Marine
- Wonder Dream Baseball Et Softball
- Turtles Baseball Et Softball Academy
- Injs Gold Diggers
- Black Style Baseball Et Softball
- Magic Hitters Basebll & Softball Club - University of Yaounde II
- Indians Baseball & Softball Academy